# Johann Brüdt
Johann Brüdt (* 27. Februar 1859 in Bargenstedt, Dithmarschen; † 1944 in Lohbrügge) war ein deutscher Schulleiter und heimatkundlicher Schriftsteller.

## Leben und Wirken
Nach dem Abschluss des Lehrerseminars in Uetersen im Jahr 1882 wirkte Brüdt 43 Jahre lang in Sande bei Bergedorf (heute Hamburg-Lohbrügge), wobei er die letzten 30 Jahre bis zum Eintritt in den Ruhestand 1925 Rektor der dortigen Mädchenschule war.
Brüdt gehörte 1882 zu den Gründungsmitgliedern der Freiwilligen Feuerwehr Sande.
Im Jahr 1949 wurde in Hamburg-Lohbrügge eine Straße nach ihm benannt.
Beerdigt wurde Brüdt auf dem Sander-Lohbrügger Friedhof. Nach dessen Umwandlung in einen Park Ende der 1990er Jahre wurde sein Grabstein erhalten und mit weiteren Grabsteinen ortsprägender Persönlichkeiten zu einer Sammlung aufgestellt.

## Werke (Auswahl)
- Die Hamburger Sternwarte. In: Die Heimat. Husum Druck- und Verlagsgesellschaft, Band 22, Husum 1912, S. 230–231.
- Zwischen den Strohdächern. Ein Dorfbuch. Novelle. Richard Hermes Verlag, Hamburg 1913.
- Ladendorfer Leute. Ein Buch für die Jugend. Richard Hermes Verlag, Hamburg 1914.
- Karsten Holm. Ein Roman an der Niederelbe. Richard Hermes Verlag, Hamburg 1918.
- Von des Lebens Straßen. Gedichte. W. Burgdorf, Bergedorf-Lohbrügge 1920.
- Es war einmal! Gedichtsammlung. Euterpia-Verlag, Rendsburg 1922.